# Bernhard von Schubert
Bernhard von Schubert (* 14. November 1951 in Heinum; † 23. Januar 2017 in Gütersloh) war ein deutscher Unternehmer, der sich in der Vollblutzucht und im Galopprennsport engagiert hat.

## Laufbahn
Von Schubert studierte Wirtschaftswissenschaften an der Hochschule St. Gallen, wo er auch promovierte. Er gehörte der Bielefelder Unternehmerfamilie von Schubert an. Zusammen mit seiner Frau Ingeborg geb. Kaselowsky hatte er einen Sohn Paul. Im Jahr 1982 traten Ingeborg und Bernhard von Schubert in die Geschäftsleitung der Gundlach Holding ein. Er war geschäftsführender Gesellschafter der Gundlach-Gruppe.
Seit 2005 war er Professor für Medienwirtschaft und Medienmanagement an der Fachhochschule des Mittelstands in Bielefeld.

## Galoppsport
Er war als Unternehmer im Vollblut-Pferdezucht und Galopprennsport tätig und hat auf der Rennbahn Hoppegarten und im Internationalen Club Baden-Baden wichtige Funktionen übernommen und war später Anteilseigner bei Baden Racing.
Er veranlasste im Jahr 2000 die Übernahme des insolventen DSV Deutschen Sportverlag aus Köln durch die Gundlach-Gruppe. Auf diese Weise rettete er die für den Rennsport wichtigen Printmedien „Sport-Welt“, „Vollblut“ und „Album des deutschen Rennsports“, die vom DSV verlegt wurden.

## Gestüt Ebbesloh
In Ebbesloh gründete Richard Kaselowsky 1926 das Vollblut-Gestüt Ebbesloh in Gütersloh. 1996 übernahm dessen Enkelin, Ingeborg von Schubert, Ehefrau von Bernhard von Schubert, das Gestüt. Gestüt Ebbesloh gehört zu den Betreibern des Kölner Asterblüte-Stalles von Peter Schiergen. Bedeutendstes Pferd des Gestütes war der vom Gestüt Waldfried erworbene Alchimist-Enkel Mangon, der großes Potential zeigte, aber schon nach drei Gestütsjahren verstarb. Die bedeutendste Ebbesloher Mutterstute war die Surumu-Tochter Golden Time, die mit der Oaks d’Italia-Siegerin Goose Bay, dem Gewinner der Badener Meile Gereon und dem Preis-von-Europa-Gewinner Girolamo gleich drei Gruppe-Sieger und zwei weitere Listensieger hervorbrachte. Weitere bedeutende Pferde des Gestüts aus jüngerer Zeit sind die Prix de Pomone-Gewinnerin Avanti Polonia und Empoli, der 2014 ebenfalls den Preis von Europa gewann. Girolamo ist seit einigen Jahren Deckhengst auf dem Gestüt. 2020 wurde der aus einer Halbschwester zu Monsun gezogene französische Derby-Sieger Brametot als namhafter Deckhengst hinzugepachtet.